# خانواده ماناس
خانواده ماناس (انگلیسی: Manas family) یک خانواده ارمنی‌تبار بودند که در رشته‌های نقاشی و پرتره فعالیت می‌کردند.

## نگارخانه

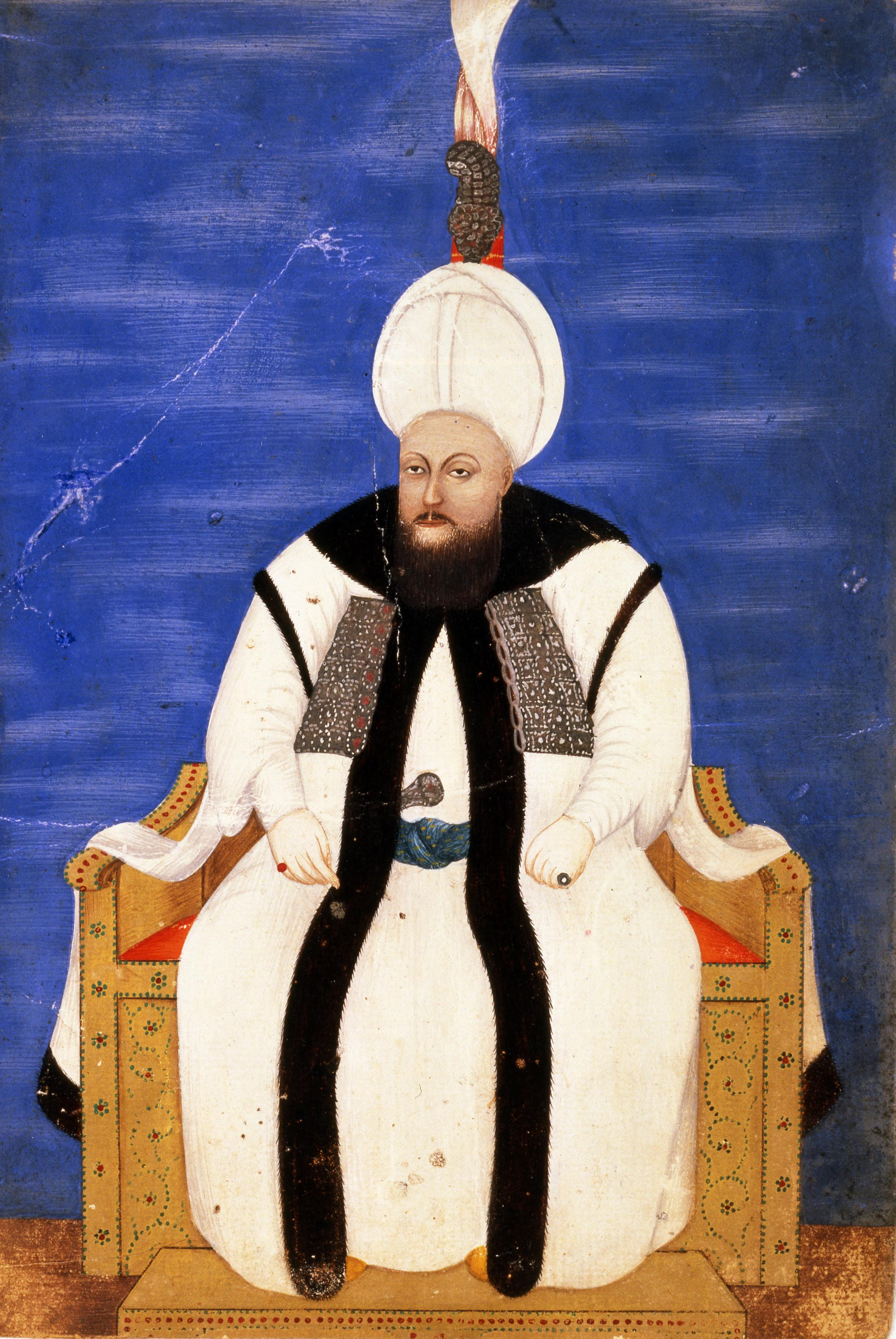
Mustafa III by Rafayel Manas (1770s). Currently in Topkapi Saray Museum.
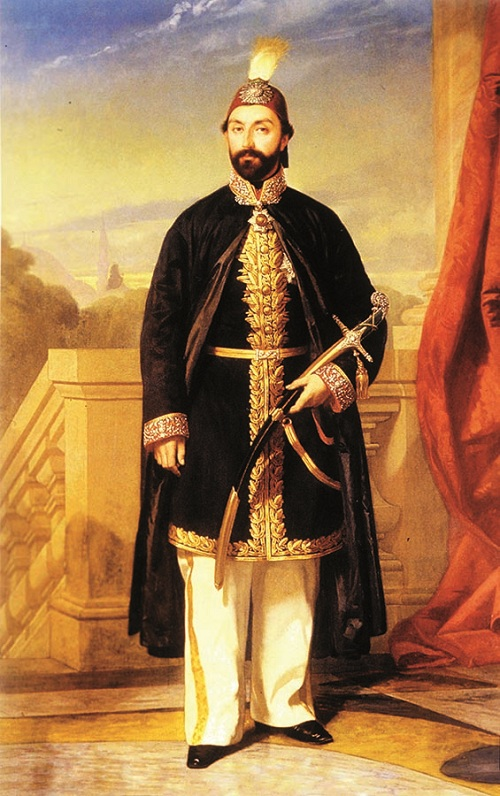
پرتره Abdulmecid I اثر Rupen Manas